# Arrest Landbouwvliegers
Het arrest Landbouw(spuit)vliegers ofwel Arrest Sproeivliegtuigen is een arrest van de Hoge Raad der Nederlanden (HR 16 mei 1986, ECLI:NL:HR:1986:AC9354, NJ 1987/251.), waarin (onder meer) werd bepaald dat lagere wetgeving mag worden getoetst aan algemene rechtsbeginselen.

## Casus en procesverloop
Op 29 mei 1984 werd het Besluit Luchtvaartuigtoepassingen Bestrijdingsmiddelen uitgevaardigd krachtens de Bestrijdingsmiddelenwet 1962. Op basis van dit besluit heeft de staatssecretaris van Landbouw en Visserij op 30 mei 1984 een beschikking (thans zou dit een ministeriële regeling worden genoemd) uitgebracht, die de minimale afstand tot gebieden waarop het gebruik van vliegtuigen voor het verspreiden van bestrijdingsmiddelen in de landbouw mochten worden ingezet, terugbracht tot 50 meter vanaf kwetsbare plaatsen, zoals scholen, ziekenhuizen en bejaardentehuizen. Door deze maatregel zouden de sproeivliegtuigbedrijven een omzetdaling krijgen van 50 tot 70%.
De Nederlandse Staat werd door twee verenigingen van landbouwvliegers gedagvaard. In kort geding werd gevorderd dat genoemde maatregel buiten werking zou worden gesteld. Deze vordering werd door de rechtbank toegewezen. Dit vonnis is in hoger beroep door het gerechtshof bekrachtigd. Het hof oordeelde dat het besluit en de beschikking, zijnde algemeen verbindende voorschriften, niet zijnde een wet in formele zin aan algemene rechtsbeginselen konden worden getoetst. In dit geval kon worden vastgesteld dat bij de maatregel sprake was van willekeur. Op grond hiervan werd de maatregel buiten werking gesteld. Hiertegen ging de Staat in cassatie bij de Hoge Raad.

## Arrest van de Hoge Raad
De Nederlandse staat voerde aan, dat algemeen verbindende voorschriften niet aan algemene rechtsbeginselen mochten worden getoetst. De Hoge Raad oordeelde echter, dat de rechter lagere wetgeving wel degelijk aan algemene rechtsbeginselen mag toetsen:

geen rechtsregel eraan in de weg staat de rechter een (...) niet door de formele wetgever gegeven voorschrift onverbindend en in verband daarmee de vaststelling en uitvoering daarvan onrechtmatig kan oordelen op de grond dat sprake is van willekeur in dier voege dat het desbetreffende overheidsorgaan (...) in redelijkheid niet tot het desbetreffende voorschrift is kunnen komen.

De Hoge Raad voegde daar evenwel aan toe dat ten aanzien van een dergelijke toetsing terughoudendheid geboden is:

Daarbij heeft de rechter niet tot taak om de waarde of het maatschappelijk gewicht dat aan de betrokken belangen moeten worden toegekend naar eigen inzicht vast te stellen, terwijl zowel de aard van de wetgevende functie als de positie van de rechter in ons staatsbestel, zoals deze mede in art. 11 Wet Algemene Bepalingen tot uiting komt, meebrengen dat hij ook overigens bij deze toetsing terughoudendheid moet betrachten. Voorts zullen gebreken in de motivering van het desbetreffende voorschrift of van de bepaling waarop het voorschrift is gegrond op zichzelf niet tot onverbindendheid leiden.

Volgens de Hoge Raad was overigens in dit geval geen sprake van willekeur. Beide vonnissen werden door de Hoge Raad vernietigd en de vordering van Landbouwvliegers werd afgewezen. De Staat werd aldus in het gelijk gesteld.